# Комарово (Пермский район)
Комарово — деревня в Пермском районе Пермского края. Входит в состав Двуреченского сельского поселения.

## Географическое положение
Расположена на левом берегу реки Сылва примерно в 41 км к юго-востоку от административного центра поселения, села Ферма, и в 51 км к юго-востоку от центра города Перми.

## Население
| 2010 |
| ---- |
| 115  |

## Улицы[2]
- 2-я Центральная ул.
- 9-я Речная ул.
- Дачная ул.
- Зелёная ул.
- Комаровская ул.
- Кононова ул.
- Лесная ул.
- Летняя ул.
- Луговая ул.
- Новая ул.
- Прудовая ул.
- Речная ул.
- Уральская ул.
- Центральная ул.
- Широкая ул.

## Топографические карты
- Лист карты O-40-78 Серга. Масштаб: 1 : 100 000. Состояние местности на 1983 год. Издание 1984 г.